# United Overseas Bank Plaza One
La United Overseas Bank Plaza One ou UOB Plaza est un gratte-ciel de bureaux situé à Singapour dont le nom se réfère à United Overseas Bank. L'architecture de la tour est inspirée par celle de l'U.S. Bank Tower à Los Angeles. En 2014 c'était l'un des trois plus hauts immeubles de Singapour.